# Liuhao Zhen
Liuhao Zhen (kinesiska: 刘浩镇, 刘浩) är en köping i Kina. Den ligger i provinsen Jiangsu, i den östra delen av landet, omkring 250 kilometer öster om provinshuvudstaden Nanjing. Antalet invånare är 39528. Befolkningen består av 22 778 kvinnor och 16 750 män. Barn under 15 år utgör 12,0 %, vuxna 15-64 år 64 %, och äldre över 65 år 22,0 %.
Genomsnittlig årsnederbörd är 1 265 millimeter. Den regnigaste månaden är juli, med i genomsnitt 213 mm nederbörd, och den torraste är januari, med 31 mm nederbörd.